# Isola di Capri (traghetto)
L'Isola di Capri è un traghetto appartenente alla compagnia di navigazione italiana Caremar.

## Servizio
Varato il 28 giugno 1998 nei cantieri navali Rodriquez di Pietra Ligure con il nome di Isola di Capri e consegnato il 31 agosto successivo alla Caremar, prende servizio nel mese successivo nel Golfo di Napoli.
Negli anni è stato saltuariamente impiegato anche nei collegamenti tra Napoli, Ischia e Procida.
Il 26 giugno 2001, durante le manovre di ormeggio a Capri con 127 passeggeri a bordo, entra in collisione con delle piccole imbarcazioni e finisce alla deriva sul bagnasciuga del porto, a causa di blackout.

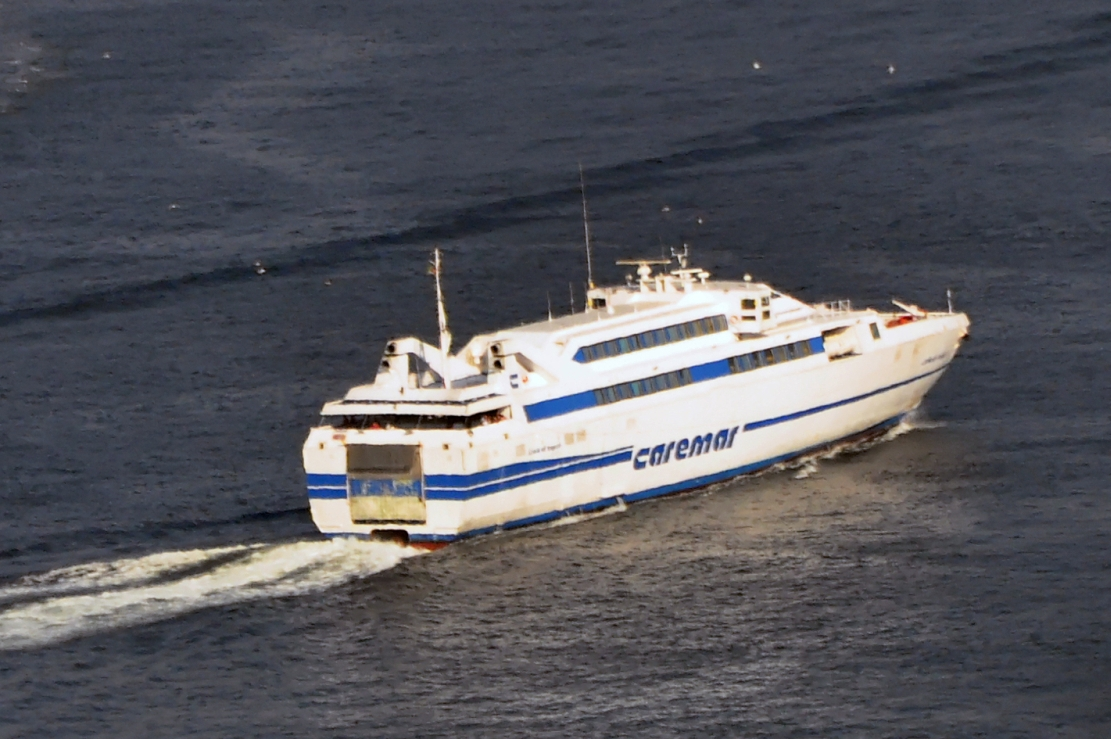
L'Isola di Capri a Napoli nel 2012.

Dal 2016 al 2022 viene noleggiato alla SNAV ed impiegato nei collegamenti tra Napoli, Sorrento e Capri in sostituzione del Don Francesco.

## Navi gemelle
- Isola di Procida
- SNAV Virgo
- Isola di Vulcano